# Casa al carrer Major, 20 (el Talladell)
La Casa al carrer Major, 20 és una casa del Talladell, al municipi de Tàrrega (Urgell), protegida com a bé cultural d'interès local.

## Descripció
És una casa situada al costat de l'església amb façana principal al carrer Major i lateral a la Plaça Església. Té dues plantes i golfes i a pesar de les notables dimensions són molt escasses les obertures. Són interessants les llindes de balcó i finestra de la primera planta que donen la sensació d'haver estat una casa de certa categoria a pesar del deteriorament present. La façana és de maçoneria concertada i el lateral de maçoneria. La coberta és de teula àrab. La seva construcció és del segle xviii.